# Marco Ácio Balbo
Marco Ácio Balbo (em latim: Marcus Atius Balbus), natural de Arícia, foi um pretor, mais conhecido por ser o pai de Ácia, a mãe do imperador Augusto.
Sua mãe era aparentada com Pompeu e seu pai, segundo Marco Antônio, havia nascido na África e mantinha, em Arícia, uma loja de perfumes e uma padaria. Segundo Cássio de Parma que, segundo Suetônio, pretendia difamar os ancestrais de Augusto, Balbo era um padeiro em Arícia.
Após ocupar o cargo de pretor, Balbo foi nomeado por Júlio César para compor a comissão de vinte que distribuiu as terras da Campânia ao povo.
Balbo casou-se com Júlia César, a Jovem, irmã de Júlio César, com quem teve Ácia.